# 로벅 (사우스캐롤라이나주)

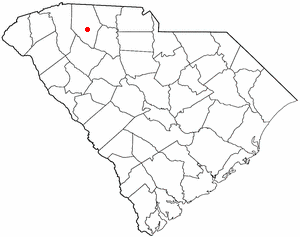
로벅 위치

로벅(Roebuck)은 미국 사우스캐롤라이나주에 있는 인구 조사 지정 구역(CDP)이다. 2010년 조사에서 인구는 2,200명이다.